# Sebastián Perillo
Sebastián Perillo (Buenos Aires, 1976) es un productor, director y guionista argentino.

## Carrera
Entre 1996 y 1999 estudia en la Universidad del Cine. Comienza a trabajar como ayudante de producción en 1999 en el film Héroes y demonios.
En 2000 se desempeña como asistente de producción en la película Sólo por hoy, producida por la Universidad del Cine.
Luego comienza a trabajar como Jefe de Producción en la productora Encuadre, donde participa de diversas publicidades y del largometraje infantil Micaela, una película mágica en 2001.
En 2002 es asistente de producción en el film El fondo del mar dirigido por Damián Szifron. Allí conoce a Sebastián Aloi y a Marcela Ávalos, con quienes se asociaría en distintos proyectos en el futuro.
En 2003 conoce a Mariano Galperin, y se desempeña como productor ejecutivo en el film El Delantal de Lili, dirigido por Galperin y estrenado en 2004, protagonizado por Luis Ziembrowski, Paula Ituriza y Sebastián Borensztein. El film tuvo su estreno en el Festival de Róterdam.
Durante 2004 y 2005 es productor ejecutivo de la película La mujer rota, protagonizada por Dolores Fonzi y Pablo Rago, y dirigida por Sebastián Faena para Ramcom.
En 2005 es el jefe de producción de Cargo de Conciencia, película final del controversial director Emilio Vieyra.
En 2006 vuelve a trabajar con Mariano Galperin en el film Futuro Perfecto, filmado en Punta del Este, Uruguay y protagonizado por Guillermo Pfening, Pablo Ini y Sebastián Borensztein. 
En 2007 es productor ejecutivo en los films Incómodos, comedia dirigida por Esteban Menis y Arroz con leche de Jorge Polaco.
En 2009 se asocia a la productora argentina Aeroplano Cine de Sebastián Aloi donde oficia de productor ejecutivo del film Fase 7, dirigido por Nicolás Goldbart, quien años más tarde será el montajista de los films dirigidos por Perillo.
En Aeroplano desarrolla y produce también La araña vampiro, segundo film dirigido por Gabriel Medina, 20.000 besos, dirigido por Sebastián De Caro, Norberto apenas tarde, ópera prima de Daniel Hendler, Abril en Nueva York, ópera prima de Martín Piroyansky y Madraza.
En paralelo como productor independiente produce las películas Dulce de Leche, El hijo buscado, Camino a La Paz, ópera prima de Francisco Varone, Su realidad, La vida de alguien, Veredas y Terror 5.
En 2015 funda junto a Rosana Ojeda la empresa productora Rispo Films, con la que producirá su ópera prima como director: Amateur. El film gana 3 premios importantes en la Mostra de Cinema Latinoamericá en Catalunya (Mejor película, mejor director y mejor actriz).luego de estrenarse en el Festival Internacional de Cine de Mar del Plata 2016 
En 2017 produce el film All inclusive dirigida por Diego Levy y Pablo Levy, que recibe una buena recepción por parte de la crítica y del público.
En 2018 produce el documental El limón sobrevive a la tristeza y la ópera prima de Natalia Hernández titulada Cuando brillan las estrellas.
En 2019 produce Claudia escrita y dirigida por Sebastián De Caro, que se proyectó en la apertura de BAFICI ese año.
En 2020 produce y dirige Las noches son de los monstruos, que tiene su estreno en el prestigioso Festival Internacional de Cine de Sitges en 2021. En Argentina, el film participa de la competencia argentina del Festival Internacional de Cine de Mar del Plata y luego se estrena en cines el 10 de marzo de 2022. En 2024 se estrena en cines mexicanos, donde se mantiene en cartel por más de un mes.El film obtiene varios premios en distintos festivales de cine, destacándose el premio a Mejor Director en Macabro Festival Internacional de Cine.
En 2023 produce Las Leguas, ópera prima de Diego Fió, que se estrena en el BAFICI 2024 y luego participa de la 48.ª Mostra Internacional de Cinema em São Paulo
En 2024 escribe, produce y dirige Biónica, basada en la obra de teatro de William Prociuk, que luego de participar de varios Festivales donde obtiene dos premios a la Mejor Actriz (Julia Martínez Rubio) en Fantaspoa 2024 y en BARS 2024, se estrena en salas de cine argentinas el 24 de abril de 2025. El film obtiene mayoritariamente buenas críticas, teniendo en cuenta además que son escasas las producciones argentinas que abordan el género de Ciencia Ficción.

## Filmografía
Director
- Biónica (2024)
- Las noches son de los monstruos (2022)
- Amateur (2016)

Guionista
- Biónica (2024)
- Amateur (2016)

Productor
- Biónica (2024)
- Las Leguas (2023) Dir: Diego Fió
- Las noches son de los monstruos (2022)
- Claudia (2019) Dir: Sebastián De Caro
- Cuando brillan las estrellas (2019) Dir: Natalia Hernández
- El limón sobrevive a la tristeza (2018)
- All Inclusive (2018) Dir: Diego Levy y Pablo Levy.
- Amateur (2016)
- Terror 5 (2017) Dir: Sebastián Rotstein y Federico Rotstein
- El hijo buscado (2014) Dir: Daniel Gaglianó
- Su realidad (2015) Dir: Mariano Galperin
- La vida de alguien (2014) Dir: Ezequiel Acuña
- 20.000 besos (2013) Dir: Sebastián De Caro
- La araña vampiro (2012) Dir: Gabriel Medina

Productor Ejecutivo
- Juansebastián (2019) Dir: Diego Levy
- Veredas (2017) Dir: Fernando Cricenti
- Camino a La Paz (2015) Dir: Francisco Varone
- Abril en Nueva York (2012) Dir: Martín Piroyansky
- Fase 7 (2011) Dir: Nicolás Goldbart
- Norberto apenas tarde (2012) Dir: Daniel Hendler
- Arroz con leche (2009) Dir: Jorge Polaco
- Incómodos (2008) Dir: Esteban Menis
- Futuro Perfecto (2007) Dir: Mariano Galperin
- La mujer rota (2007) Dir: Sebastián Faena
- El delantal de Lili (2004) Dir: Mariano Galperin